# Fire Party
Fire Party — хардкор-панк гурт з Вашингтона, округ Колумбія, створений восени 1986 року. Гурт був активним до весни 1990 року.

## Історія
Емі Пікерінг була залучена до хардкор-сцени округу Колумбія, будучи ученицею середньої школи H-B Woodlawn.
Потім вона продовжила роботу в Dischord Records. У свій перший день роботи вона зірвала табличку з написом «Спідниці заборонено».
Оман Еммет (також відомий як Томас Сквіп з гурту Beefeater) назвав Пікерінг «матір'ю революції» за її роль у фільмі, який став відомий як «Revolution Summer» в 1985 році.
«Revolution Summer» — це фраза, яку Пікерінг використовувала в листівках, які вона розіслала людям з панк-сцени округу Колумбія, щоб відобразити «кульмінацію, кінець чогось» і знову надихнути панків округу Колумбія. «Revolution Summer» призвела до протестів панків проти апартеїду в Південній Африці та проти президента Рональда Рейгана, який підтримував керівництво ПАР.
До того, як Нікі Томас приєдналася до гурту Fire Party, вона грала в таких гуртах, як Lebensluste та In Pieces.
Пікерінг об'єдналася з Ейвері, Семворт і Томас, щоб сформувати гурт Fire Party, який, за словами Ейвері, «виріс з цього справді згуртованого гурту людей, сформованих дуже маленькою музичною сценою».
Гурт дебютував у лютому 1987 року на d.c. space, а їхній сет був присвячений нещодавно померлій Тоні Янг, колишній учасниці гуртів Red C і Dove, а також одній із небагатьох кольорових жінок на панк-сцені округу Колумбія того часу.
Гурт Fire Party випустив однойменний мініальбом із шести пісень і альбом New Orleans Opera із восьми пісень.
Вони зіграли кілька концертів на Середньому Заході з гуртом Scream, а на початку 1988 року здійснили з ними тур по Європі, а також підтримали у турі гурт That Petrol Emotion. Перебуваючи в Європі, вони записали сесію для шоу Джона Піла (John Peel) на BBC Radio 1.
Панк фензин File 13, з Массачусетсу, назвав гурт Fire Party «одним з найпотужніших гуртів сьогодення», а альбом New Orleans Opera — одним зі своїх улюблених релізів 1989 року.
У 1996 році незалежний лейбл Dischord Records випустив Fire Party CD — компіляцію треків із двох альбомів гурту + додаткові п'ять треків:
- сесію для шоу Джона Піла на BBC Radio 1,
- трек «Pilate» зі збірки Dischord Records, State of the Union.[11][15]

Попри невелику дискографію, гурт Fire Party разом зі спорідненими по «Revolution Summer» гуртами, такими як гурт Embrace і гурт Rites of Spring, мали тривалий вплив на мистецький напрямок американського панку.
Гурт Fire Party — виключно жіночий гурт, що було рідкістю для панк-музики того часу. Барабанниця Нікі Томас була однією з небагатьох афроамериканок, залучених до сцени панк-музики. Дженні Тумі (Jenny Toomey), співзасновниця лейблу Simple Machines, описала Fire Party як «перший у світі жіночий емо-гурт».

## Учасниці гурту
- Емі Пікерінг (Amy Pickering) — вокал,
- Наталі Евері (Natalie Avery) — гітара,
- Кейт Семворт (Kate Samworth) — бас,
- Нікі Томас (Nicky Thomas) — ударні.[11]

## Дискографія

### Мініальбоми
- Fire Party mini-LP (May 1988), Dischord
- New Orleans Opera mini-LP/cassette (October 1989), Dischord

### Збірники
- Fire Party CD (October 1996), Dischord — compiles both albums with five additional tracks